# Kurt Ebert
Kurt Ebert (* 15. September 1942 in Bärndorf) ist ein österreichischer Rechtswissenschaftler.

## Leben
1972 habilitierte er sich für den Fachbereich „Deutsche und Österreichische Rechtsgeschichte“ an der Rechts- und Staatswissenschaftlichen Fakultät der Universität Graz und folgte bereits zwei Jahre später einem Ruf als ordentlicher Professor für Österreichische Rechtsgeschichte, Deutsches Recht und Wirtschaftsgeschichte an die Universität Innsbruck.
Er ist seit 1964 Mitglied der KÖHV Carolina Graz und seit 1976 der AV Austria Innsbruck.

## Schriften (Auswahl)
- Die Grazer Juristenfakultät im Vormärz. Rechtswissenschaft und Rechtslehre an der Grazer Hochschule zwischen 1810 und 1848. Graz 1969, OCLC 879125040.
- Die Anfänge der modernen Sozialpolitik in Österreich. Die Taaffesche Sozialgesetzgebung für die Arbeiter im Rahmen der Gewerbeordnungsreform (1879–1885). Wien 1975, ISBN 3-7001-0123-6.
- (Hrsg.): Festschrift Hermann Baltl. Zum 60. Geburtstag dargebracht von Fachkollegen und Freunden. Innsbruck 1978, ISBN 3-7030-0053-8.
- (Hrsg.): Festschrift Nikolaus Grass. Zum 70. Geburtstag dargebracht von Fachkollegen und Freunden. Innsbruck 1986, ISBN 3-7030-0175-5.